# Вінниця (аеропорт)
Аеропорт «Вінниця» (Гавришівка) (IATA: VIN, ICAO: UKWW) — колишній український міжнародний аеропорт. Розташовувався за 7,5 км на схід від залізничної станції Вінниці та за 10 км від центру міста.

## Параметри

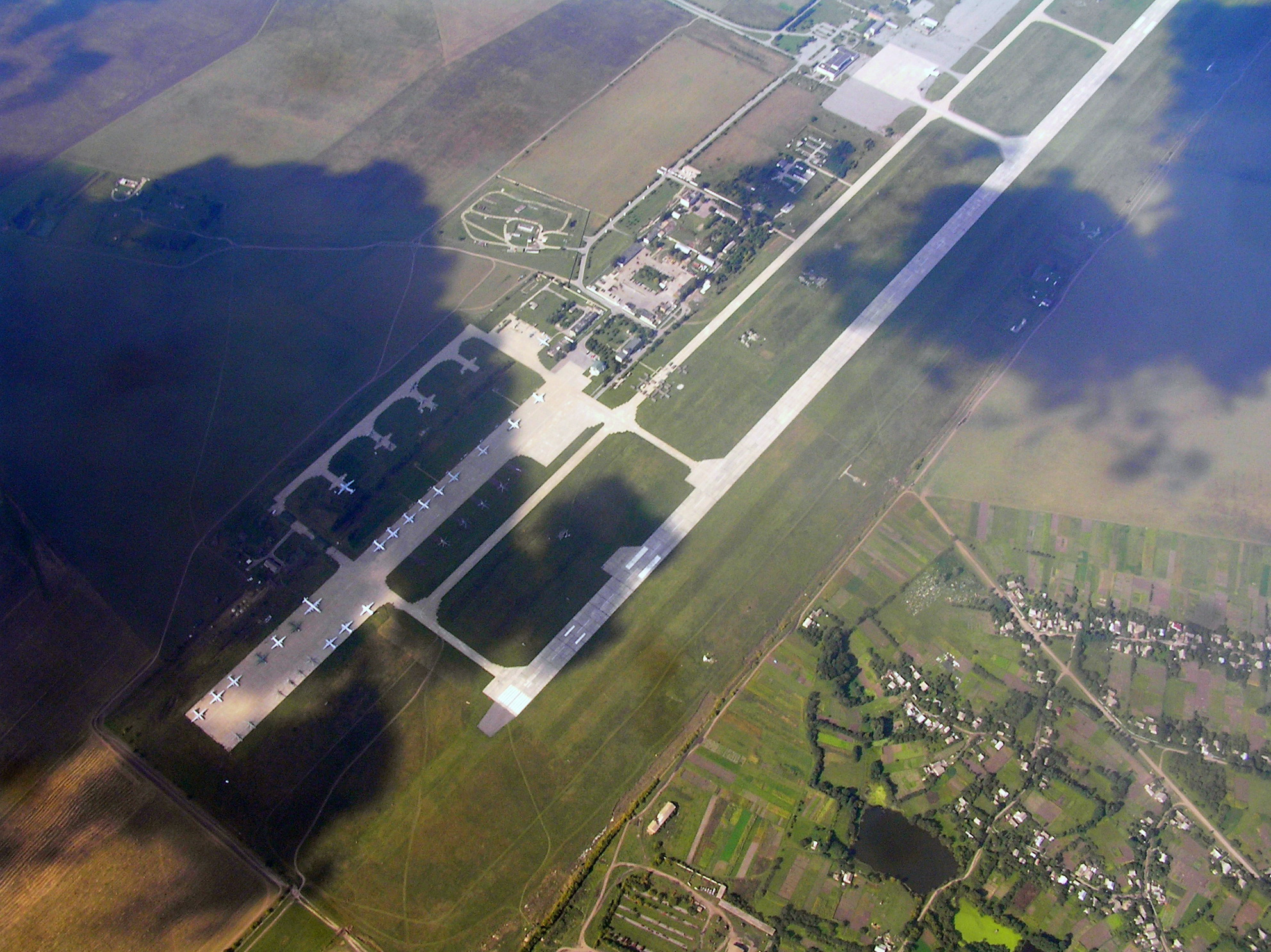
Злітно-Посадкова смуга аеропорту

Довжина бетонної злітної смуги 2,5 км. Зліт та посадка для повітряних суден індексу 6 (шість), категорії 4D та нижче (Боїнг-737. Аеробус A320, Ту-154, Іл-76, Ан-74, Ан-12) дозволені цілодобово.

## Історія

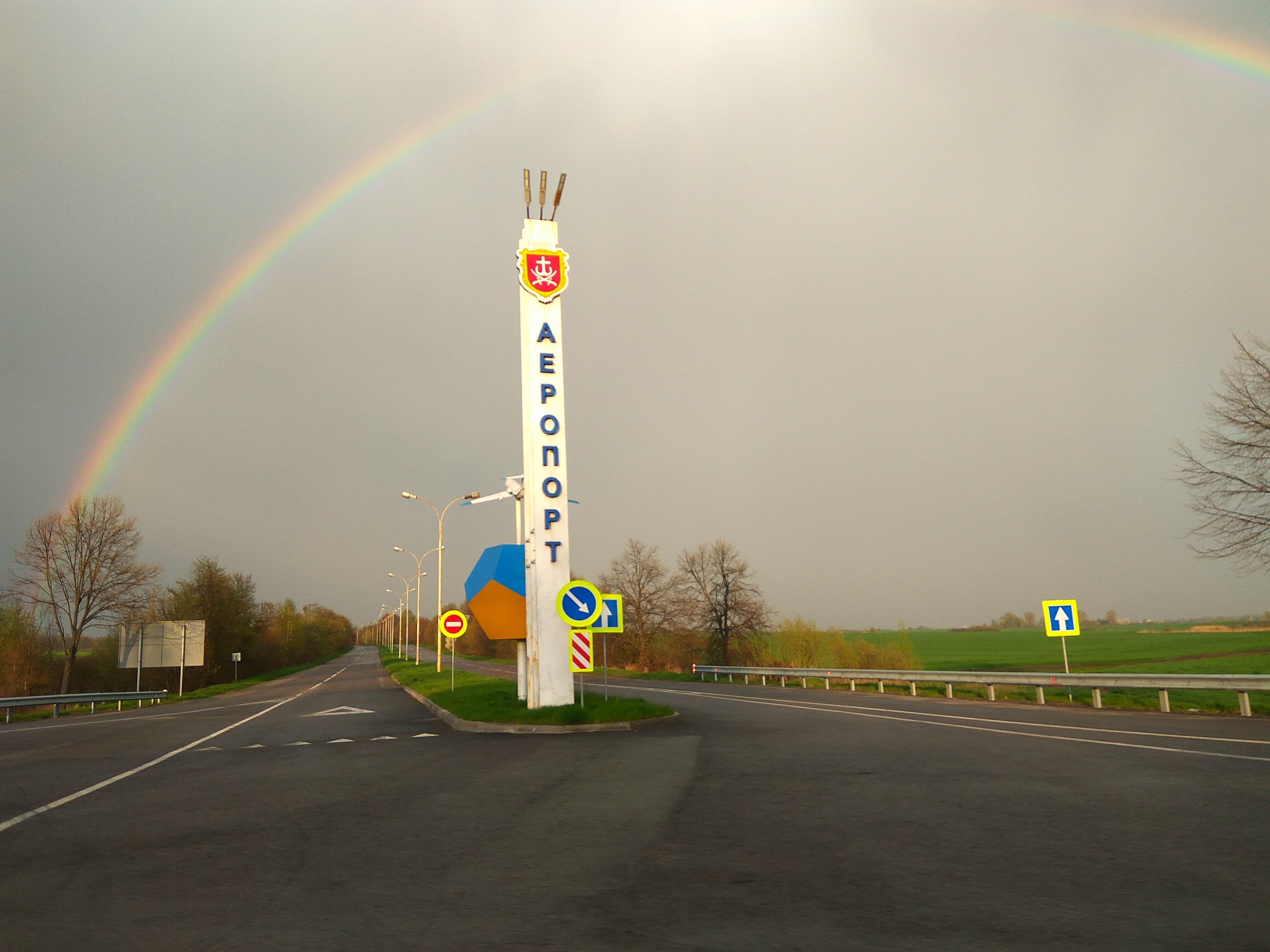
Дорога до аеропорту

Летовище відкрито у 1983 році, використовувалось для місцевих, міжобласних та згодом — міжнародних маршрутів. Регулярні рейси виконувалися до 1999 року, певний час після того приймалися лише разові та чартерні рейси. 
2008 року проведено реконструкцію повітряновокзального комплексу, штучної злітно-посадкової смуги. Обладнано залою прикордонного та митного контролю. Летовище Вінниці є популярним місцем для хасидів, котрі подорожують до пам'яток Умані, Бердичева, Кам'янця-Подільського та інших міст, пов'язаних з історією євреїв. Зокрема, у 2015 році летовище прийняло майже 6 тис. хасидів.
У травні 2008 року Міністерство транспорту та зв'язку України надало аеропорту ліцензію на обслуговування внутрішньодержавних пасажирських перевезень. У грудні того ж року Кабінет Міністрів відкрив міжнародний пункт пропуску через державний кордон для повітряного сполучення в летовищі «Вінниця».

### Сучасність

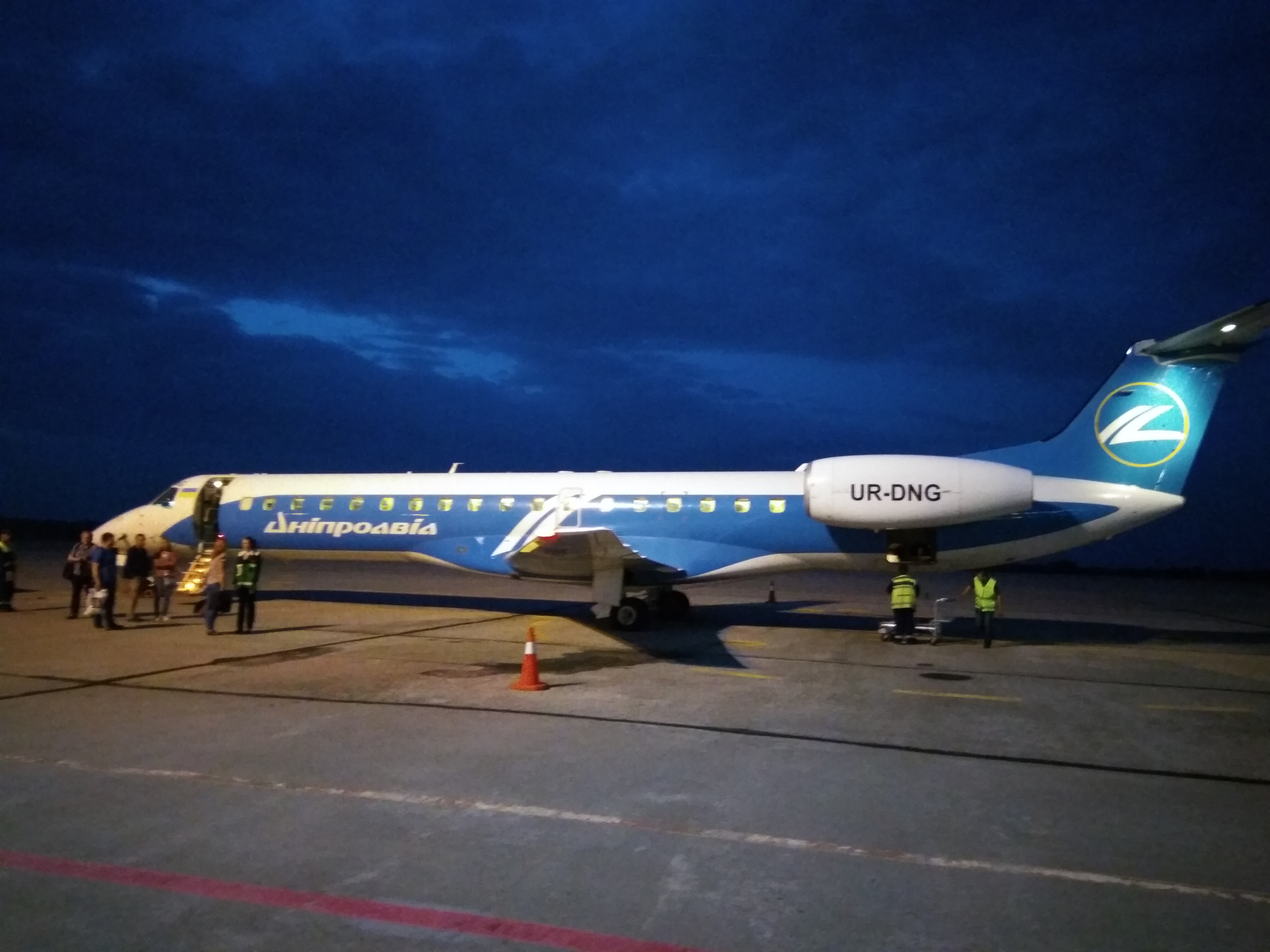
Літак компанії Дніпроавіа

15 жовтня 2010 року вінницький аеропорт прийняв перший літак, який виконував авіарейс «Вінниця — Лодзь — Вінниця» з офіційною делегацією Лодзького воєводства на борту. Летовище було облаштовано світлосигнальною системою, яка давала можливість зльоту та посадки літаків за умов недостатньої видимості.
У 2016 році на летовищі було відремонтовано будівлю аеровокзального комплексу, і вона мала пропускну спроможність в 400 чоловік на годину. Збудовано нове багажне відділення, обладнане транспортером.
З 25 березня 2018 року авіакомпанія МАУ розпочала виконувати регулярні рейси між київським аеропортом Бориспіль і Вінницею. Маршрут є найкоротшим в історії авіакомпанії — його довжина по прямій становить близько 200 км. Польоти здійснювалися щодня на регіональних реактивних літаках Embraer 145. Вильоти з Вінниці о 07:25, з Києва — о 20:20. Час в дорозі відповідно до розкладу становив 55 хвилин, проте в цей час також входить рулювання в аеропортах. Ціна квитків з Києва до Вінниці і назад за тарифом «тільки ручна поклажа» складала близько 1363 гривень з урахуванням зборів. З квітня 2018 року були доступні авіарейси з Вінниці через Київ у всі міста маршрутної мережі МАУ. У підсумку, за 2018 рік пасажиропотік склав рекордні для міста понад 60 тисяч пасажирів.
У лютому 2019 року Кабінет Міністрів України представив план реконструкції аеропорту Вінниці, згідно з яким ремонтно-будівельні роботи було заплановано розподілити на дві черги. Загальна сума проєкту очікувалась близько 2,2 млрд грн, а перший авіарейс було заплановано запустити вже у 2019 році.
В рамках першої черги заплановано реконструкція злітно-посадкової смуги, часткова реконструкція перону, оновлення світлосигнального обладнання, інженерних мереж тощо.

### Російсько-українська війна
Летовище було повністю знищено вдень 6 березня 2022 попаданням восьми російських ракет, ймовірно типу Х-101, в ході вторгнення Росії в Україну. Президент України Володимир Зеленський підтвердив цю інформацію у своєму відеозверненні. За даними ДСНС, на аеродромі зайнялася пожежа на складі з паливно-мастильними матеріалами. Крім того, було зруйновано адміністративну будівлю. В результаті обстрілу вінницького аеропорту загинули 10 осіб.

## Транспортне сполучення
Автомобільним транспортом проїзд до аеропорту здійснювався автошляхом — відгалуженню від Немирівського шосе, від якого є з'їзд з цього автошляху на об'їзну дорогу.
Курсує міський автобусний маршрут № 33, який виконує рейси під прибуття та відправлення конкретних авіарейсів, вартість проїзду вища, ніж проїзд в межах міста.
Відстань аеропорту від звичайного міського транспорту — 3 км.

## Статистика пасажиропотоку
| Рік  | Пасажиропотік | %       | Загальний пасажиропотік по країні | %       | Частка Вінниці |
| ---- | ------------- | ------- | --------------------------------- | ------- | -------------- |
| 2013 | 13000         |         |                                   |         |                |
| 2014 |               |         |                                   |         |                |
| 2015 | 9800          | –       |                                   |         |                |
| 2016 | 29500         | ▲0201 % |                                   |         |                |
| 2017 | 52942         | ▲0176 % | 16499500                          | ▲27,6 % | 0,32           |
| 2018 | 60873         | ▲015 %  | 20545500                          | ▲24,5 % | 0,3            |
| 2019 | 40000         | ▼-34 %  | 24336600                          | ▲18,5 % | 0,16           |

Див. джерело запитів Вікіданих та джерела.

## Галерея

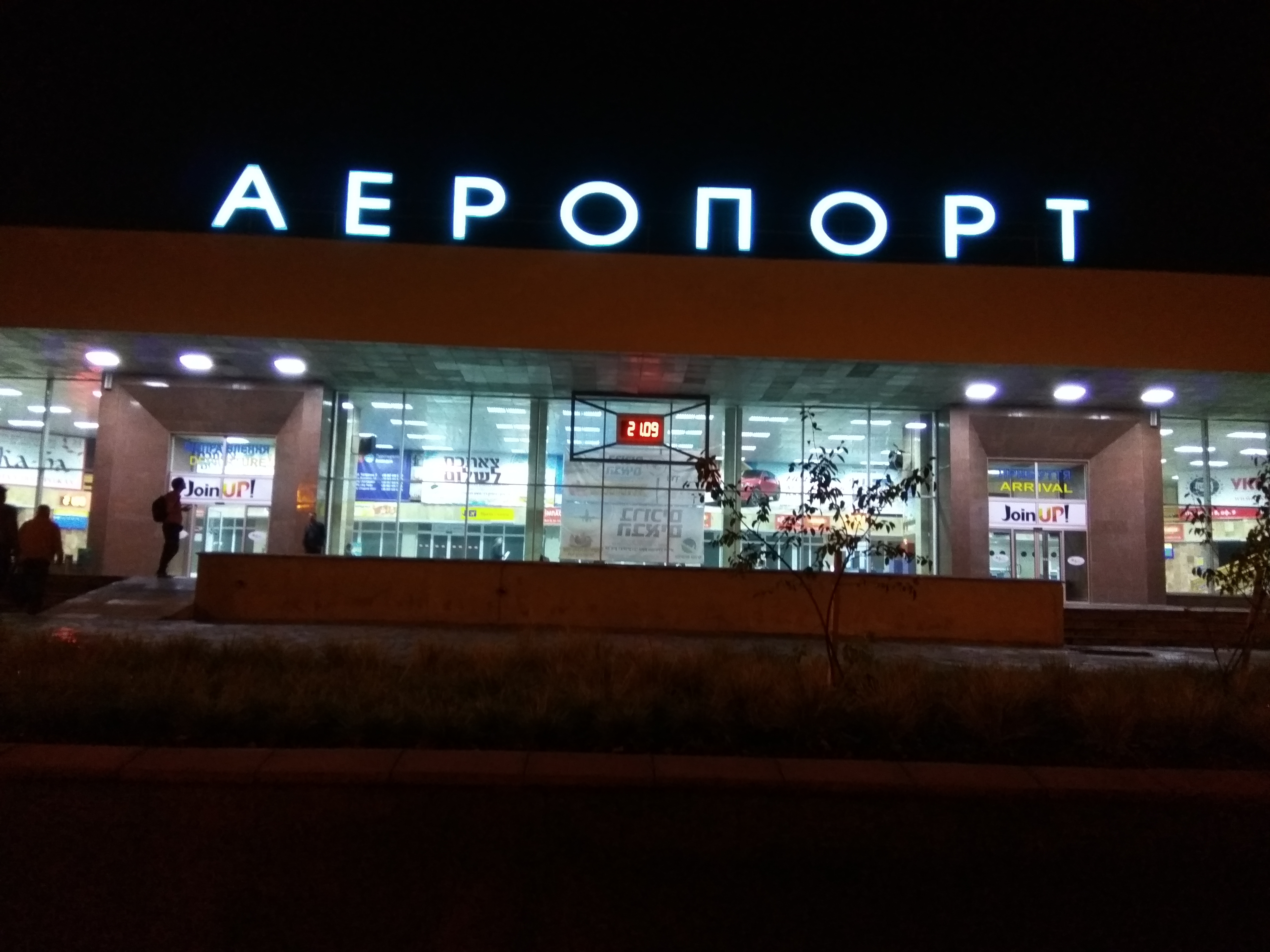
Будівля аеропорту
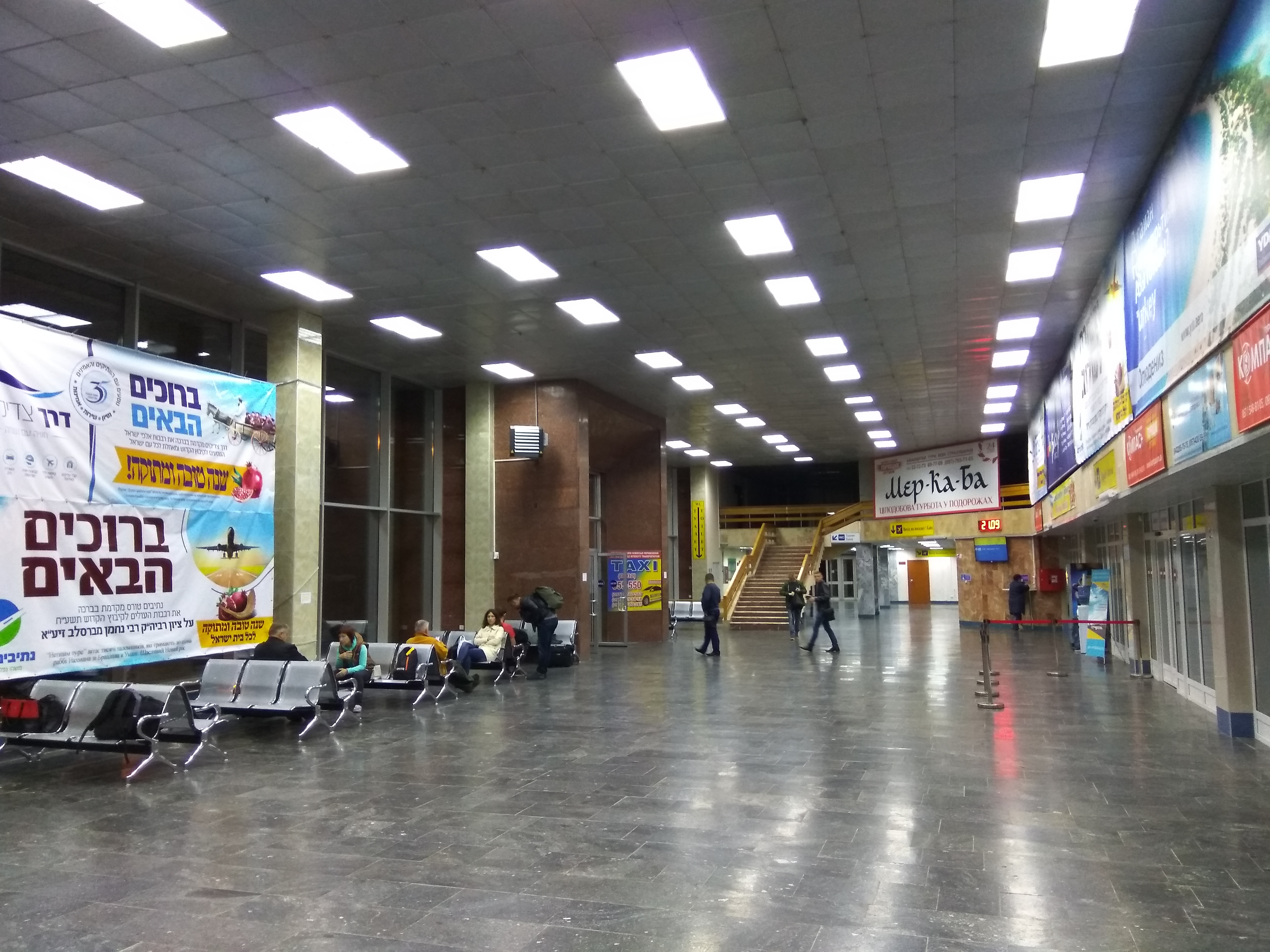
Зала аеропорту
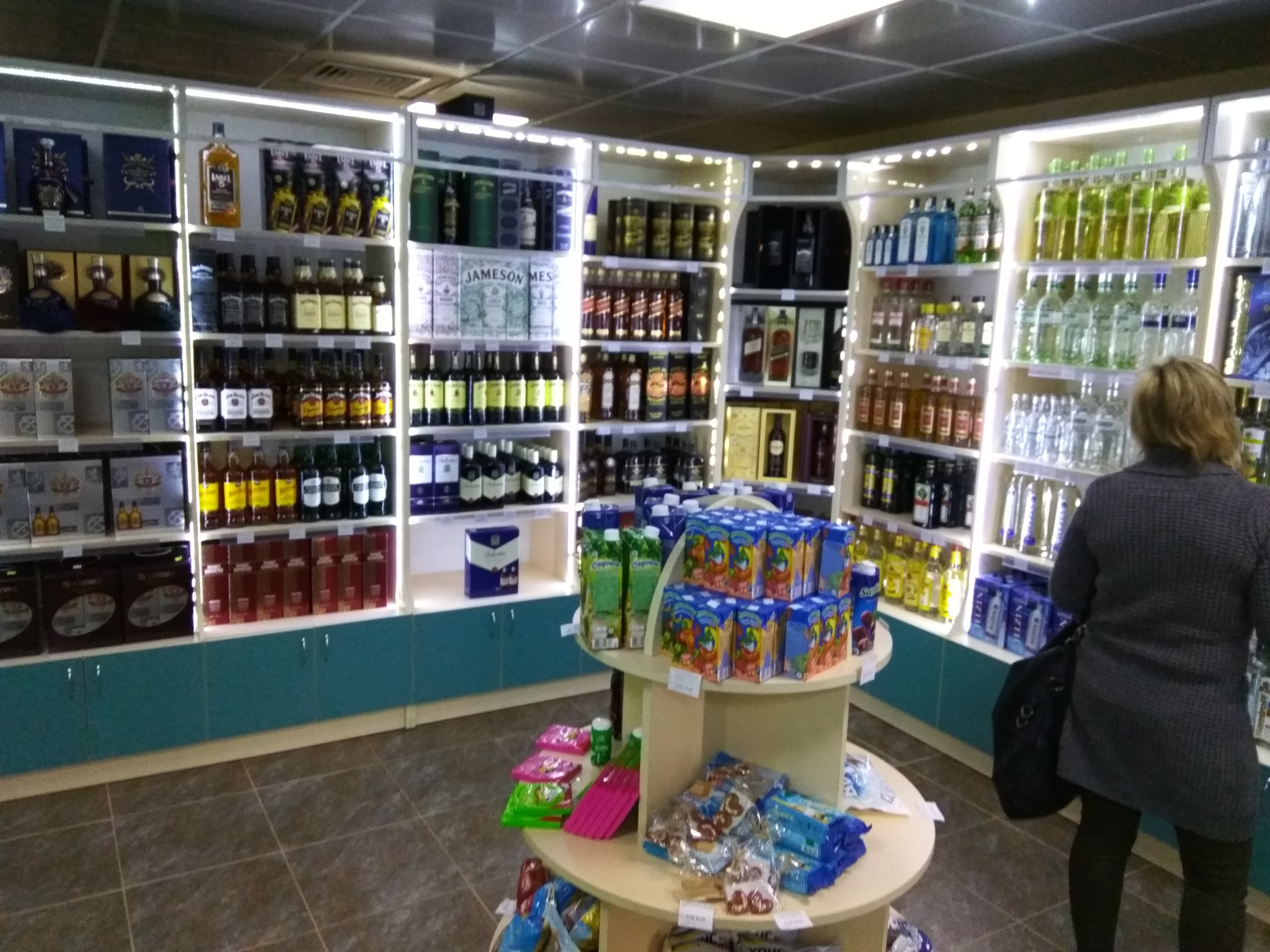
Магазин безмитної торгівлі
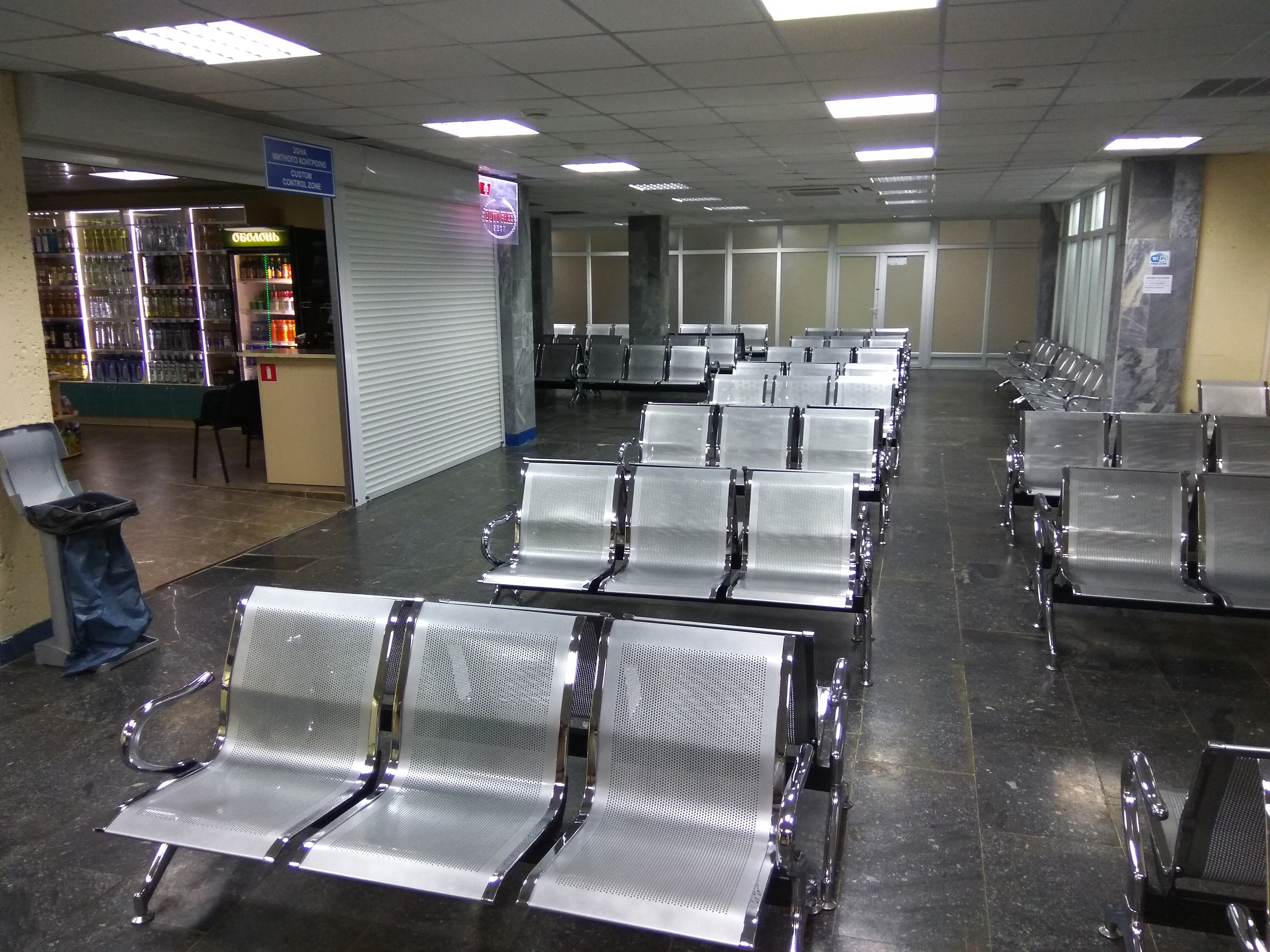
Зала очікування
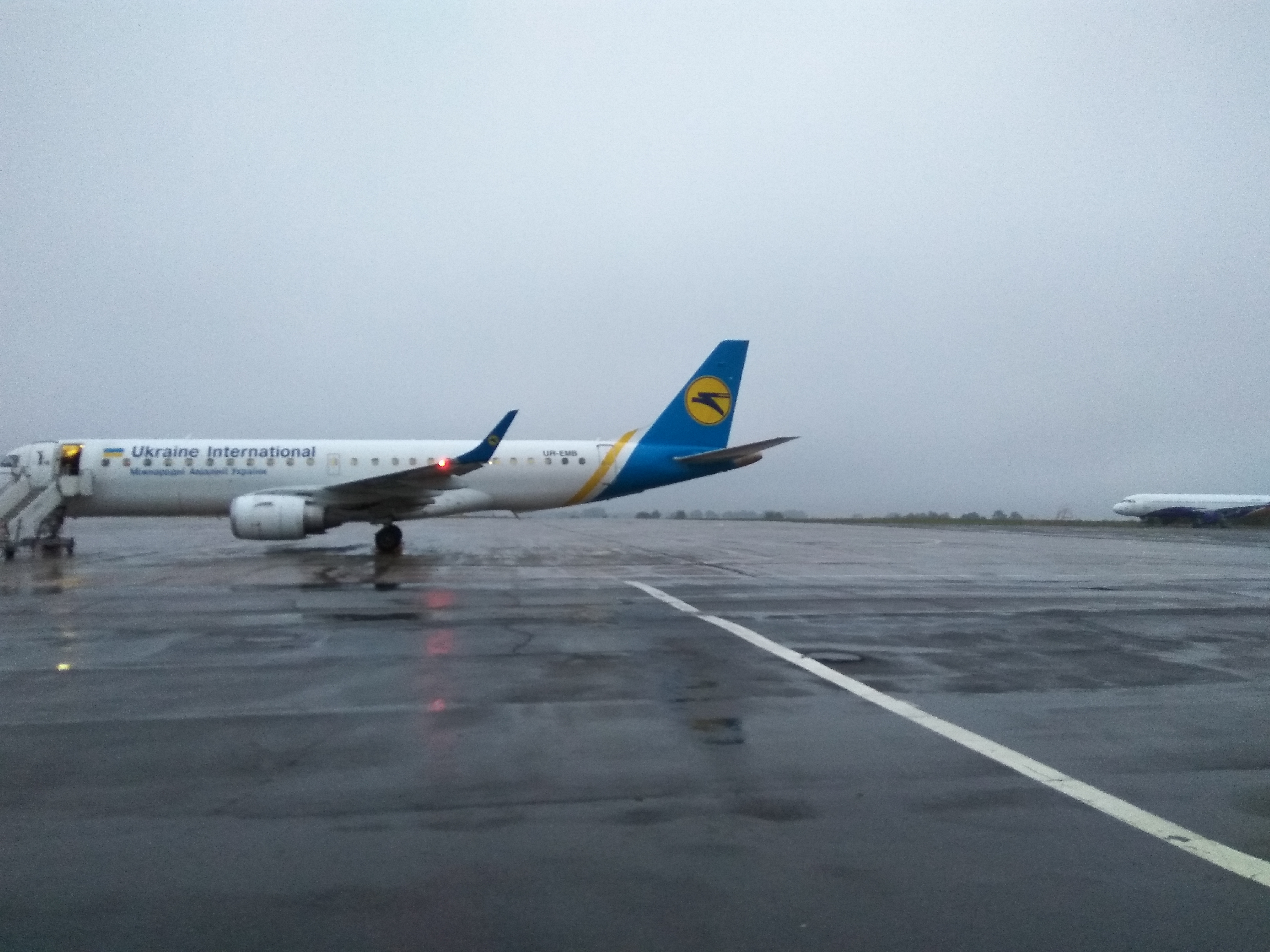
Літак авіакомпанії "Міжнародні авіалінії України"
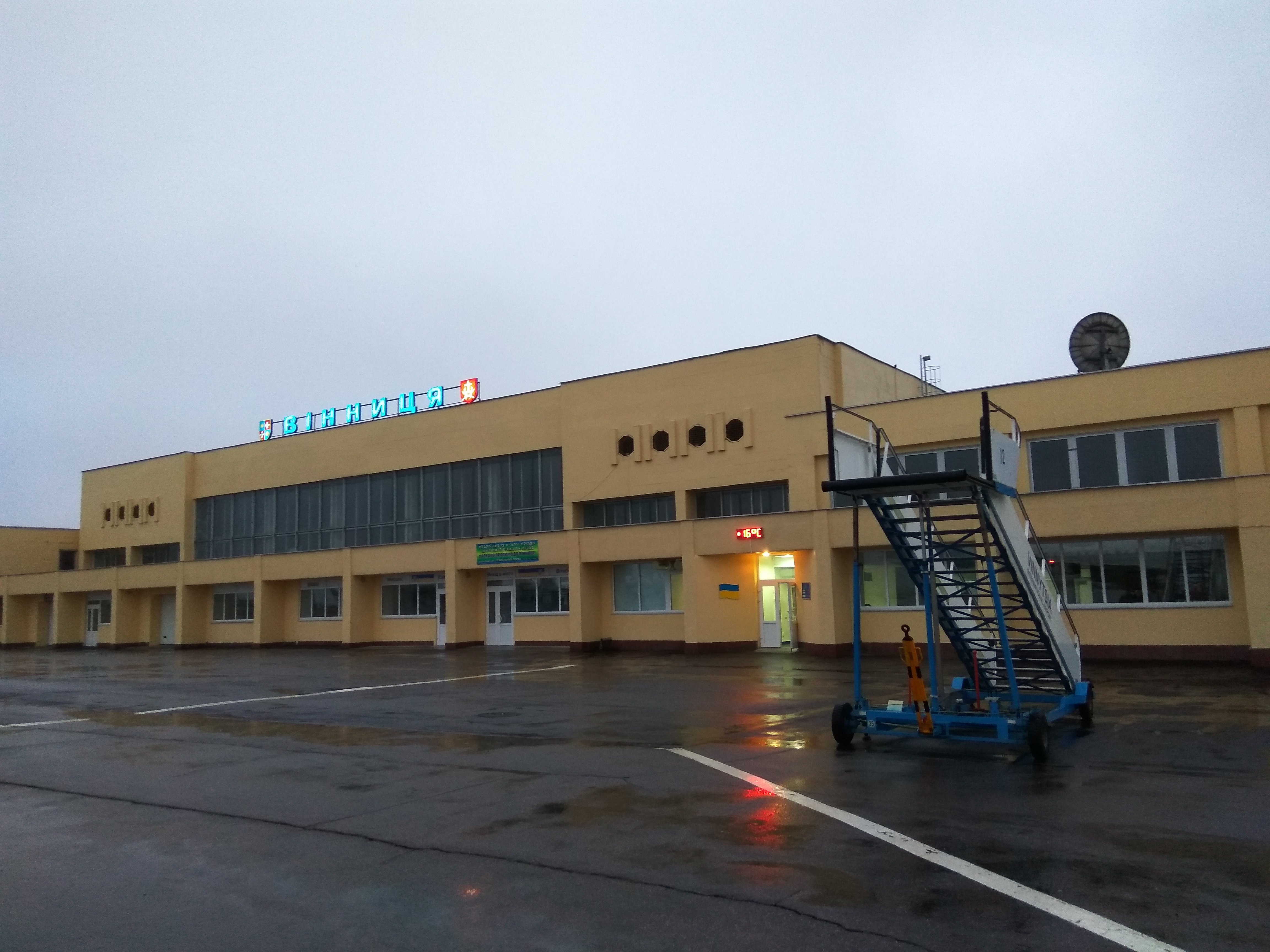
Будівля аеропорту
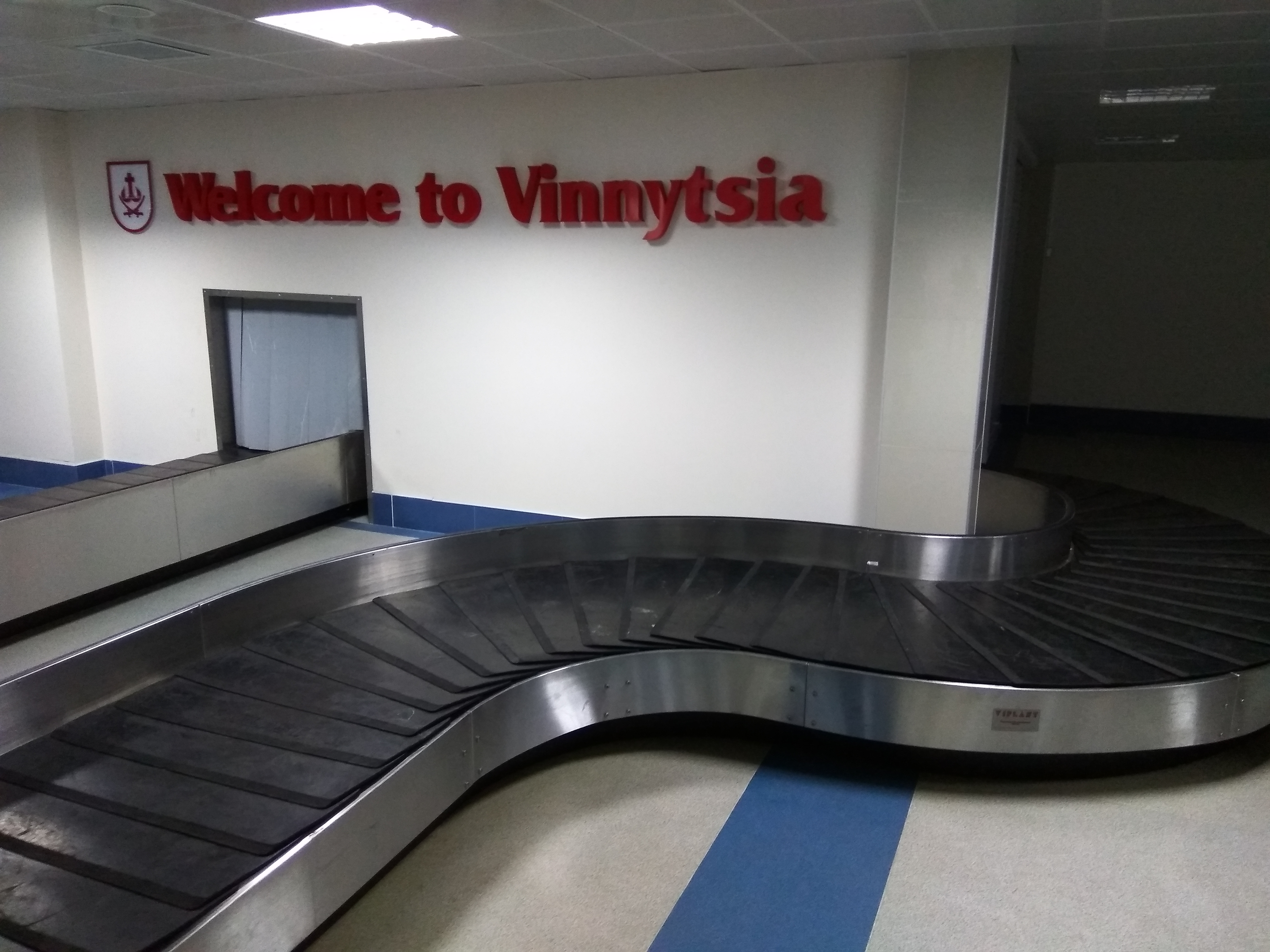
Отримання багажу
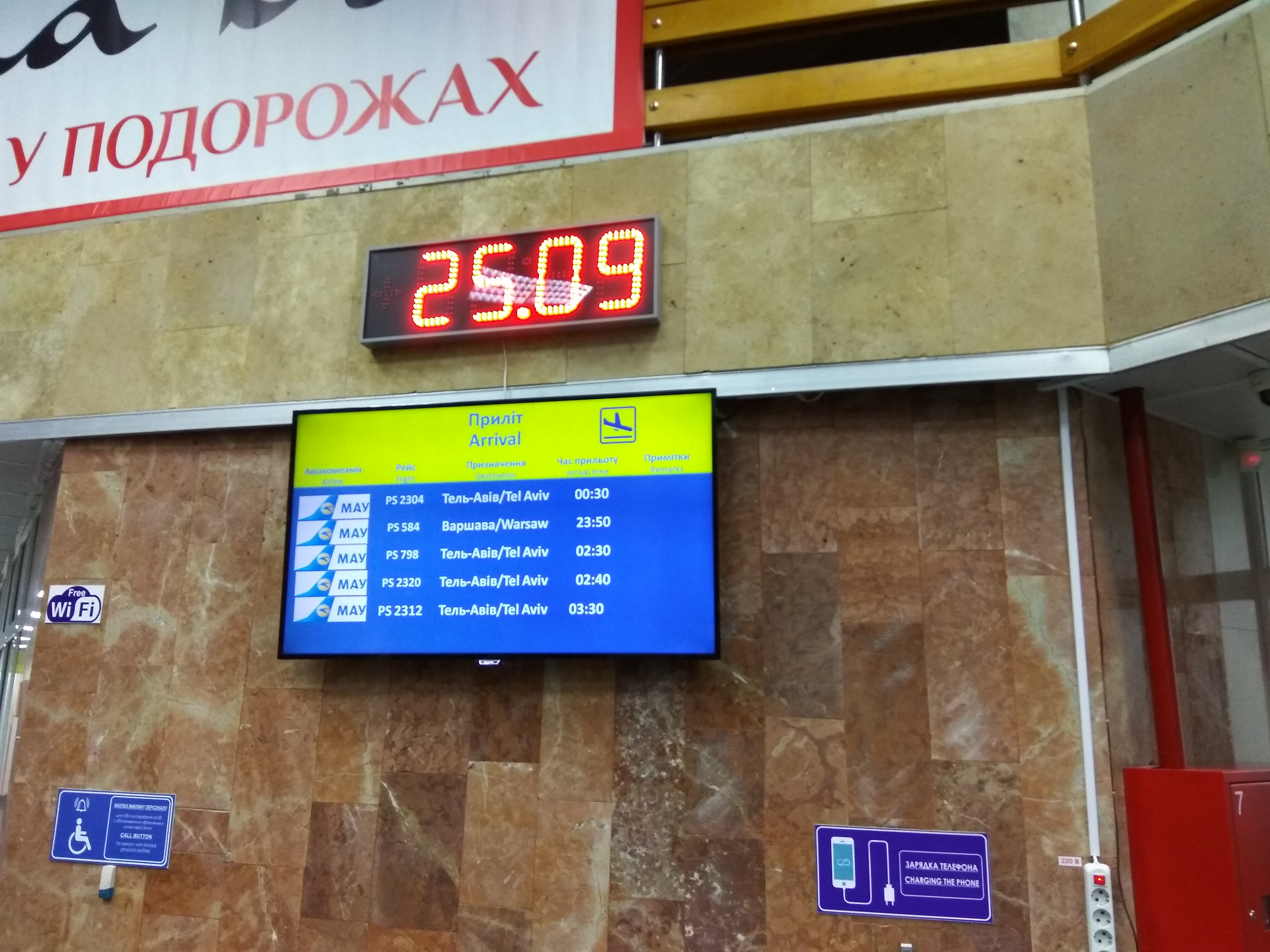
Інформаційне табло
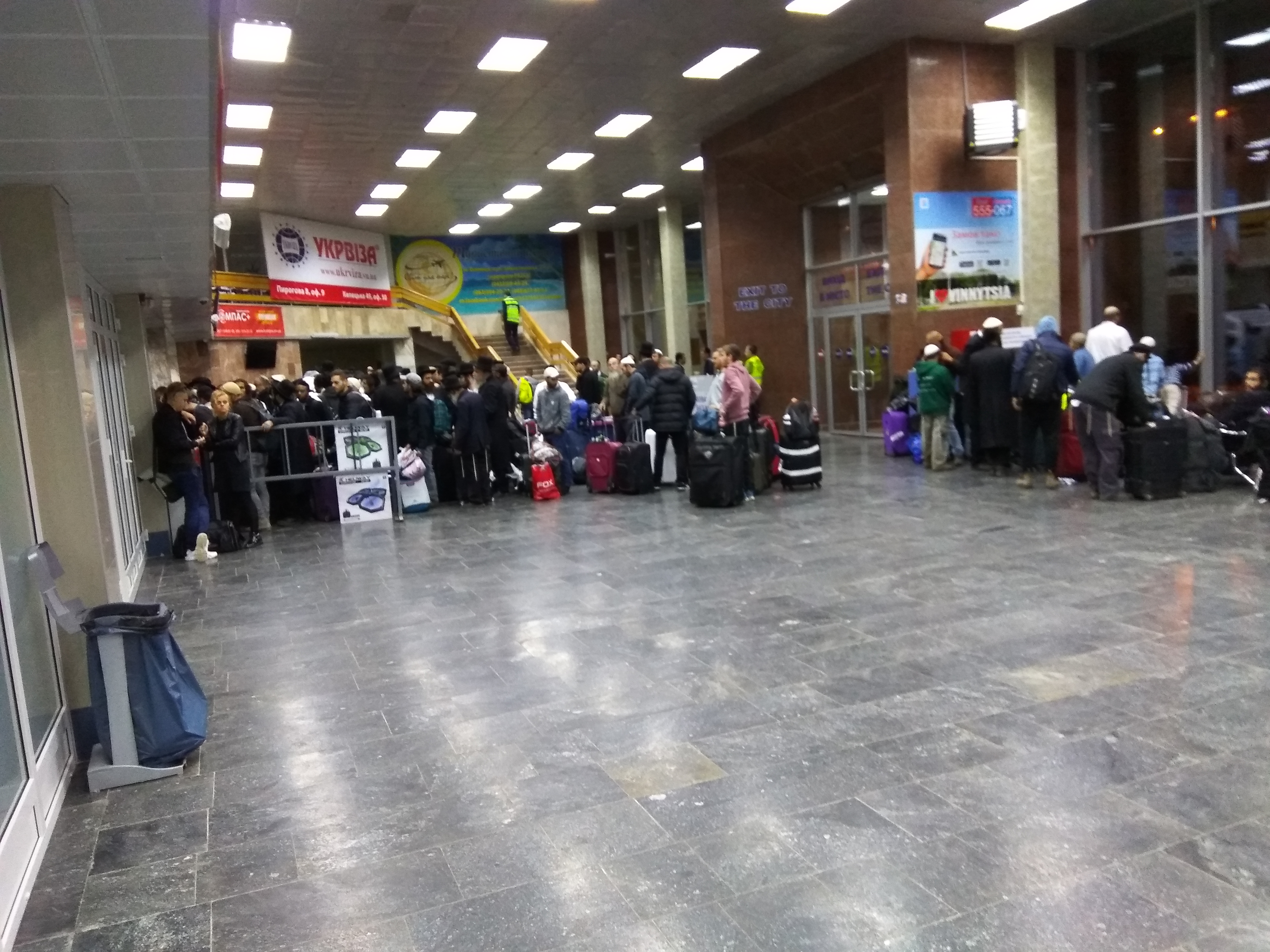
Хасидські паломники в аеропорту
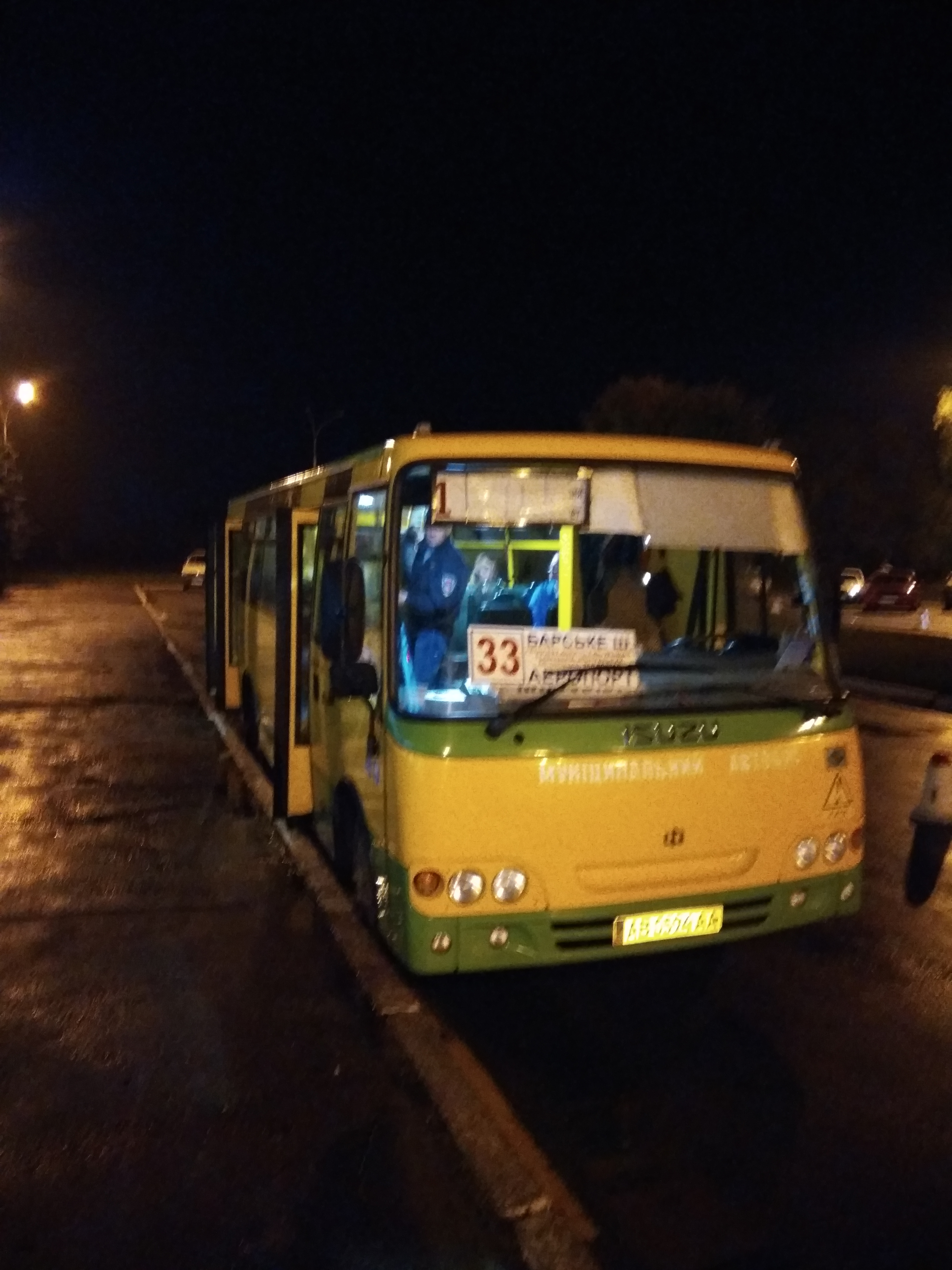
Рейсовий автобус, що сполучає аеропорт з містом
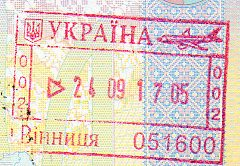
Штамп пункту пропуску в аеропорту